# Anna Oberparleiter
Anna Oberparleiter (9 de noviembre de 1990) es una deportista italiana que compitió en ciclismo de montaña en la disciplina de campo a través por eliminación. Ganó dos medallas en el Campeonato Europeo de Ciclismo de Montaña, plata en 2015 y bronce en 2016.

## Medallero internacional
| Campeonato Europeo | Campeonato Europeo      | Campeonato Europeo | Campeonato Europeo |
| Año                | Lugar                   | Medalla            | Competición        |
| ------------------ | ----------------------- | ------------------ | ------------------ |
| 2015               | Chies d'Alpago (Italia) | Medalla de plata   | Eliminación        |
| 2016               | Huskvarna (Suecia)      | Medalla de bronce  | Eliminación        |